# ناسوكاراسوياما (توتشيغي)
مدينة ناسوكاراسوياما (بالإنجليزية: Nasukarasuyama)‏ هي أحد المدن التابعة لمحافظة توتشيغي. تأسست رسميًا في 01/10/2005. ويقدر عدد سكانها بـ 30433 نسمة حسب تقدير مكتب الإحصاء الياباني لعام 2012. تبلغ مساحة ناسوكاراسوياما 174.42 كم2. بكثافة سكانية تبلغ 174 نسمة/كم2.

## المناخ
يظهر الجدول التالي التغييرات المناخية على مدار السنة لناسوكاراسوياما:
| البيانات المناخية لـناسوكاراسوياما     | البيانات المناخية لـناسوكاراسوياما | البيانات المناخية لـناسوكاراسوياما | البيانات المناخية لـناسوكاراسوياما | البيانات المناخية لـناسوكاراسوياما | البيانات المناخية لـناسوكاراسوياما | البيانات المناخية لـناسوكاراسوياما | البيانات المناخية لـناسوكاراسوياما | البيانات المناخية لـناسوكاراسوياما | البيانات المناخية لـناسوكاراسوياما | البيانات المناخية لـناسوكاراسوياما | البيانات المناخية لـناسوكاراسوياما | البيانات المناخية لـناسوكاراسوياما | البيانات المناخية لـناسوكاراسوياما |
| الشهر                                  | يناير                              | فبراير                             | مارس                               | أبريل                              | مايو                               | يونيو                              | يوليو                              | أغسطس                              | سبتمبر                             | أكتوبر                             | نوفمبر                             | ديسمبر                             | المعدل السنوي                      |
| -------------------------------------- | ---------------------------------- | ---------------------------------- | ---------------------------------- | ---------------------------------- | ---------------------------------- | ---------------------------------- | ---------------------------------- | ---------------------------------- | ---------------------------------- | ---------------------------------- | ---------------------------------- | ---------------------------------- | ---------------------------------- |
| الدرجة القصوى °م (°ف)                  | 17.0 (62.6)                        | 18.5 (65.3)                        | 20.9 (69.6)                        | 24.4 (75.9)                        | 30.0 (86.0)                        | 31.0 (87.8)                        | 37.3 (99.1)                        | 35.5 (95.9)                        | 35.2 (95.4)                        | 28.1 (82.6)                        | 21.8 (71.2)                        | —                                  | 37.3 (99.1)                        |
| متوسط درجة الحرارة الكبرى °م (°ف)      | 9.5 (49.1)                         | 8.7 (47.7)                         | 11.6 (52.9)                        | 15.6 (60.1)                        | 22.4 (72.3)                        | 27.2 (81.0)                        | 31.2 (88.2)                        | 32.5 (90.5)                        | 27.9 (82.2)                        | 21.1 (70.0)                        | 16.6 (61.9)                        | —                                  | —                                  |
| متوسط درجة الحرارة الصغرى °م (°ف)      | −6.1 (21.0)                        | −2.8 (27.0)                        | 0.4 (32.7)                         | 4.1 (39.4)                         | 10.3 (50.5)                        | 16.4 (61.5)                        | 21.8 (71.2)                        | 22.9 (73.2)                        | 18.1 (64.6)                        | 11.9 (53.4)                        | 2.5 (36.5)                         | —                                  | —                                  |
| أدنى درجة حرارة °م (°ف)                | −10.3 (13.5)                       | −8.8 (16.2)                        | −5.1 (22.8)                        | −2.4 (27.7)                        | 2.7 (36.9)                         | 7.0 (44.6)                         | 18.9 (66.0)                        | 20.3 (68.5)                        | 7.6 (45.7)                         | 1.6 (34.9)                         | −2.3 (27.9)                        | —                                  | −10.3 (13.5)                       |
| الهطول مم (إنش)                        | 1.0 (0.04)                         | 75.0 (2.95)                        | 123.0 (4.84)                       | 189.0 (7.44)                       | 179.0 (7.05)                       | 206.0 (8.11)                       | 189.0 (7.44)                       | 23.0 (0.91)                        | 270.0 (10.63)                      | 161.5 (6.36)                       | 57.0 (2.24)                        | —                                  | —                                  |
| المصدر: وكالة الأرصاد الجوية اليابانية |                                    |                                    |                                    |                                    |                                    |                                    |                                    |                                    |                                    |                                    |                                    |                                    |                                    |